# 雷特斯加体育场
忠利保险竞技场（Generali Arena）是一個位於捷克首都布拉格的足球運動場，是捷克足球甲级联赛球會布拉格斯巴達的主場球場，而捷克國家足球隊亦常常用作主場進行國際賽。球場原址的首座球場於1921年揭幕，而現時的球場建於1969年，並曾於1994年進行改建，可以容納20,854名觀眾。

## 命名
球場原名雷特斯加体育场（Letná Stadium），因獲得冠名贊助而曾稱為「丰田竞技场」（Toyota arena）及「安盛竞技场」（AXA Arena），球場現時的贊助商是義大利保險公司忠利保险（Assicurazioni Generali）。

## 外部連結
- 布拉格斯巴達官網 （捷克文）
- Erlebnis-stadion.de：照片庫及資料 （页面存档备份，存于）